# العلاقات الآيسلندية الكندية
العلاقات الآيسلندية الكندية هي العلاقات الثنائية التي تجمع بين آيسلندا وكندا.

## مقارنة بين البلدين
هذه مقارنة عامة ومرجعية للدولتين:
| وجه المقارنة                                              | آيسلندا          | كندا                     |
| --------------------------------------------------------- | ---------------- | ------------------------ |
| المساحة (كم2)                                             | 103.00 ألف       | 9.98 مليون               |
| عدد السكان (نسمة)                                         | 317.35 ألف       | 35.70 مليون              |
| الكثافة السكانية (ن./كم²)                                 | 3.08             | 3.58                     |
| العاصمة                                                   | ريكيافيك         | أوتاوا                   |
| اللغة الرسمية                                             | اللغة الآيسلندية | لغة إنجليزية، لغة فرنسية |
| العملة                                                    | كرونة آيسلندية   | دولار كندي               |
| الناتج المحلي الإجمالي (بليون دولار)                      | 23.91 مليار      | 1.65 تريليون             |
| الناتج المحلي الإجمالي (تعادل القوة الشرائية) بليون دولار | 15.79 مليار      | 1.59 تريليون             |
| الناتج المحلي الإجمالي الاسمي للفرد دولار أمريكي          | 50.17 ألف        | 43.25 ألف                |
| الناتج المحلي الإجمالي للفرد دولار أمريكي                 | 46.55 ألف        | 45.07 ألف                |
| مؤشر التنمية البشرية                                      | 0.899            | 0.913                    |
| رمز المكالمات الدولي                                      | +354             | +1                       |
| رمز الإنترنت                                              | .is              | .ca                      |
| المنطقة الزمنية                                           | 00، أوروبا/لندن ‏ |                          |

## مدن متوأمة
في ما يلي قائمة باتفاقيات التوأمة بين مدن آيسلندية وكندية:
- ترتبط ريكيافيك مع وينيبيغ باتفاقية توأمة.
- ترتبط أكوريري مع جيملي [الإنجليزية]‏ باتفاقية توأمة منذ 14 أكتوبر 1994.[17]

## منظمات دولية مشتركة
يشترك البلدان في عضوية مجموعة من المنظمات الدولية، منها:
| علم المنظمة | اسم المنظمة                               | تاريخ انضمام آيسلندا | تاريخ انضمام كندا |
| ----------- | ----------------------------------------- | -------------------- | ----------------- |
|             | مؤسسة التنمية الدولية                     | 19 مايو 1961         | 24 سبتمبر 1960    |
|             | منظمة التعاون الاقتصادي والتنمية          | ?                    | ?                 |
|             | الأمم المتحدة                             | 19 نوفمبر 1946       | 9 نوفمبر 1945     |
|             | منظمة التجارة العالمية                    | ?                    | ?                 |
|             | منظمة الأمن والتعاون في أوروبا            | 25 يونيو 1973        | 25 يونيو 1973     |
|             | المنظمة الهيدروغرافية الدولية             | ?                    | ?                 |
|             | وكالة ضمان الاستثمار متعدد الأطراف        | 25 سبتمبر 1998       | 12 أبريل 1988     |
|             | المجلس القطبي                             | ?                    | ?                 |
|             | اتفاقية السماوات المفتوحة                 | ?                    | ?                 |
|             | حلف شمال الأطلسي                          | 4 أبريل 1949         | 4 أبريل 1949      |
|             | منظمة الشرطة الجنائية الدولية             | ?                    | ?                 |
|             | مجموعة أستراليا                           | 1993                 | 1985              |
|             | المركز الدولي لتسوية المنازعات الاستشارية | 14 أكتوبر 1966       | 1 ديسمبر 2013     |
|             | الاتحاد الدولي للاتصالات                  | 1 أكتوبر 1906        | 1 يوليو 1908      |
|             | الفريق المعني برصد الأرض                  | ?                    | ?                 |
|             | البنك الدولي للإنشاء والتعمير             | 27 ديسمبر 1945       | 27 ديسمبر 1945    |
|             | الاتحاد البريدي العالمي                   | ?                    | ?                 |
|             | منظمة حظر الأسلحة الكيميائية              | ?                    | ?                 |
|             | مؤسسة التمويل الدولية                     | 20 يوليو 1956        | 20 يوليو 1956     |
|             | نظام تحكم تكنولوجيا القذائف               | 1993                 | 1987              |
|             | مجموعة الموردين النوويين                  | ?                    | ?                 |
|             | يونسكو                                    | 8 يونيو 1964         | 4 نوفمبر 1946     |

## وصلات خارجية
- موقع وزارة الخارجية الآيسلندية
- موقع وزارة الخارجية الكندية